# Alfredo Marcano
Alfredo Marcano est un boxeur vénézuélien né le 17 janvier 1947 à Cumaná et mort le 5 avril 2009.

## Carrière
Passé professionnel en 1966, il devient champion du monde des super-plumes WBA le 29 juillet 1971 en battant par arrêt de l'arbitre à la 10e reprise Hiroshi Kobayashi. Marcano conserve sa ceinture face à Kenji Iwata mais s'incline contre le Philippin Ben Villaflor le 25 avril 1972. Il met un terme à sa carrière en 1975 sur un bilan de 44 victoires, 11 défaites et 5 matchs nuls.